# Strnišče, Kidričevo
Strnišče (v starejših virih Sternišče) je naselje v Občini Kidričevo na severovzhodu Slovenije. Je v tradicionalni pokrajini Štajerska in spada v Podravsko statistično regijo. Tako poimenovano je bilo leta 1974. Leta 2015 je imelo 103 prebivalce.

## Zgodovinɑ
Poimenovanje območja današnjega Kidričevega izvira iz starejšega nemškega poimenovanja Sternthal in je v tisku prvič omenjeno leta 1895. Slovensko poimenovanje za širše območje je bilo Prelogi. Davorin Žunkovič ime izpeljuje iz srednjeveške visokonemške besede Sterenstall ('ograda za koštrune'), saj so v preteklosti tu zadrževali koštrune.
Ime bi lahko bilo izpeljano tudi iz nemškega poimenovanja "Sternental", po slovensko "Zvezdna dolina", saj je bilo v časih pred svetlobnim onesnaževanjem z nočno električno razsvetljavo nebo vidno posejano z zvezdami.
Poimenovanje Strnišče izhaja iz časa prve svetovne vojne za območje kraja današnjega Kidričevega, ko je bilo za potrebe vojaške bolnišnice posekanega veliko gozda in je območje zgledalo kot pokošeno oz. kot strnišče.
Iz tega časa, zgrajena l. 1918, je tudi kapelica na vojaškem pokopališču pri Kidričevem, ki je sprva spadala pod župnijo Hajdina, v šestdesetih in sedemdesetih letih 20. stoletja pa je kapelica služila za maše lokalnim vernikom in ustanovitvi nove župnije Kidričevo. Današnji kraj Strnišče je prevzel prej opisano zgodovinsko poimenovanje v sedemdesetih letih 20. stoletja, korenine pa ima naselje iz časa po gradnji železnice Pragersko - Ormož konec 19. stoletja. Današnji kraj Strnišče je še od takrat tudi postajališče ob prej omenjeni železniški progi in je v časih pred avtomobilsko dobo bilo izhodišče za romarje, ki so z vlakom prispeli do današnjega Strnišča in peš nadaljevali pot do Ptujske Gore, kjer je znano romarsko središče.
Prav tako je vas Strnišče bila cilj za meščane Maribora in ostale popotnike, ki so z vlakom prihajali, da bi v okoliških gozdovih nabirali gobe, borovnice in gozdne jagode.
Ker je bilo iz prej opisanih vzrokov takratno Strnišče cilj mnogim železniškim popotnikom, je v vasi dobro poslovala tudi gostilna.
V času druge svetovne vojne in nemške okupacije je v današnjem naselju Strnišče bila zraven železniškega postajališča dodatno postavljena tovorna železniška postaja kot ena od vstopnih točk v takrat grajeno tovarno. Slednjo so gradili vojni ujetniki, po vojni pa so z gradnjo tovarne, bodoče TGA (Tovarna glinice in aluminija) oz. današnjega TALUM-a nadaljevali pod jugoslovanskimi oblastmi politični zaporniki. Prej omenjeno tovorno ploščad, ostanek tovorne postaje za vstop v tovarno iz smeri današnjega Strnišča, so nekateri vaščani okoli leta 2000 neupravičeno porušili, kraj je tako ostal brez dela svoje zgodovinske in kulturne dediščine.
Je pa kot del te zgodovine ostalo domače poimenovanje Strnišča z nazivom "Stara postaja".